# Iksane
Iksane (franska: Iksane (CR), Iksane (Commune Rurale), arabiska: ايحدادن) är en kommun i Marocko.   Den ligger i provinsen Nador och regionen Oriental, i den nordöstra delen av landet, 400 km öster om huvudstaden Rabat. Antalet invånare är 9 001.